# Albert Admiraal
Albertus (Albert) Admiraal (Koog aan de Zaan, 12 september 1909 – Zeist, 21 februari 1977) was een Nederlands politicus van de ARP.
Hij werd geboren als zoon van Albertus Admiraal (1859-1935; scheepstimmerman) en Aaltje Moraal (1873-1944). Hij was als correspondent werkzaam bij de Verkade-fabriek in Zaandam. Tijdens de bezettingsjaren raakte hij betrokken bij het verzet. Na de bevrijding werd hij lid van de noodgemeenteraad van Zaandam en kort daarop wethouder. In november 1949 werd Admiraal burgemeester van Enkhuizen als opvolger van J.C. Haspels die burgemeester van Bussum was geworden. Begin 1966 volgde Admiraal de heer Haspels op als burgemeester van Bussum. Hij ging daar in oktober 1974 met pensioen waarbij hij net als in Enkhuizen werd opgevolgd door IJ.H. de Zeeuw. Ruim twee jaar na zijn pensionering overleed Admiraal op 67-jarige leeftijd.